# 크라메르-라오 하한
크라메르-라오 하한(Cramér-Rao lower bound)은 확률적으로 분포하는 데이터의 분산에 대한 이론적인 하한이다. 약자로 CRLB라고도 한다. 여기서 정의되는 하한은 다음과 같이 피셔 정보 {\displaystyle J}의 역수가 된다. 즉,
{\displaystyle \sigma ^{2}\geq J^{-1}}
여기서 피셔 정보는 다음과 같이 정의된다.
{\displaystyle J(\theta )=\mathrm {E} \left[\left({\frac {\partial \ell (x;\theta )}{\partial \theta }}\right)^{2}\right]=-\mathrm {E} \left[{\frac {\partial ^{2}\ell (x;\theta )}{\partial \theta ^{2}}}\right]}
여기서 {\displaystyle \ell (x;\theta )=\log f(x;\theta )}는 확률밀도 함수의 자연로그를 나타내고, {\displaystyle \mathrm {E} }는 {\displaystyle x}에 대한 기댓값을 나타낸다.